# Jiichiro Date
Jiichiro Date (n. 6 ianuarie 1952, Saiki, Prefectura Ōita, Japonia – d. 20 februarie 2018, Chōfu, Japonia) a fost un luptător ce a reprezentat Japonia, medaliat olimpic. A participat la 2 ediții ale Jocurilor Olimpice (1972, 1976) în care a câștigat o medalie de aur.